# Tháp Quảng Châu
Tháp Quảng Châu (tiếng Trung: 廣州電視塔) là một tòa tháp truyền hình cao 600 mét tại Quảng Châu, Trung Quốc. Nó là tòa tháp truyền hình cao thứ hai thế giới chỉ sau Tokyo Sky Tree (634.0 m) ở Tokyo. Tháp được thiết kế phức tạp và do một công ty Hà Lan là IBA đảm nhiệm.